# Syneches avidus
Syneches avidus är en tvåvingeart som först beskrevs av Harris 1776.  Syneches avidus ingår i släktet Syneches och familjen puckeldansflugor. Inga underarter finns listade i Catalogue of Life.